# Сатоши Омура
 Сатоши Омура (на японски: 大村 智) е японски биохимик. Носител на  Нобелова награда за физиология или медицина (2015 г.).

## Биография
Роден е на 12 юли 1935 г. в Нирасаки, префектура Яманаши. Завършва Яманашкия университет, след което защитава магистратура в Токийския научен университет и докторат в Токийския университет. Известен е с изследванията на фармацевтични продукти, получени от микроорганизми, като авермектин и ивермектин. Преподава в Университета „Китасато“ и Уеслианския университет.
През 2015 г. Омура получава Нобелова награда за физиология или медицина, заедно с Уилям Кемпбъл и Ту Йоуйоу.